# Karen Gerşon Şarhon
Karen Gerşon Şarhon (Estambul, 25 de mayo de 1958) es una periodista, cantante y experta del judeoespañol turca. Es la directora del Centro de Investigación Sefardí Otomano-Turco desde 2003. Es Caballero de las Artes y las Letras de Francia desde 2011.

## Trayectoria
Es hija de Suzi (Sultana) y Beni (Baruh) Gerşon, pareja de judíos sefardíes de habla ladina, cuyos antepasados llegaron al Imperio otomano después de la expulsión de los judíos de España en 1492. Aunque sus padres hablaban ladino en casa, habían estudiado en las escuelas francesas de Estambul y decidieron comunicarse en francés, lo que provocó que inicialmente no hablara con fluidez su lengua ancestral. Comenzó a aprender turco en la escuela primaria y continuó sus estudios de francés con un tutor privado después del tercer grado. Aprendió inglés cuando asistió a la escuela secundaria inglesa para niñas de Estambul, en la que estudió durante cinco años, incluidos dos años preparatorios para aprender inglés; luego fue al Robert College y en 1976, ingresó en la Universidad del Bósforo, donde se licenció en Filología Inglesa y Lingüística, y obtuvo un máster en Psicología Social en 1983. Además, ganó una beca del British Council que le permitió obtener un máster de Lingüística Aplicada por la Universidad de Reading en el Reino Unido en 1986. Tras su regreso, trabajó en la Universidad del Bósforo hasta su jubilación en 2023.
También estudió canto en el Conservatorio Municipal de Estambul y asistió a cursos de español patrocinados por el consulado de España. Formó en 1978 el grupo musical Los Pasharos Sefaradis, junto a los cantantes Izzet Bana, Selim Hubeş y Yavuz Hubeş, con el fin de preservar la música popular sefardí.
Gerşon es la directora del Centro de Investigación Sefardí Otomano-Turco con sede en Estambul, que se estableció en 2003 para promover la cultura sefardí y el idioma ladino en Turquía y en el extranjero.  También es la editora jefe de El Amaneser, el suplemento mensual en ladino del periódico judío turco Şalom que se publica de forma continua desde su lanzamiento original en 2003.

## Obra

### Artículos
- 2004 - Judeoespañol: dónde estamos y hacia dónde vamos. Revista Sefardí Internacional 1, n.º 1.
- 2010 - Cultura y música de los judíos de Turquía. Revista Renacimiento Judío 9, n.° 2.[5]
- 2011 - Ladino en Turquía: La situación actual según el Proyecto de Base de Datos de Ladino, Judaísmo Europeo, 44.

### Discografía
- 1987 - Los Pasharos Sefaradis Vol. I.
- 1987 - Los Pasharos Sefaradis Vol. II.
- 1987 - Los Pasharos Sefaradis Vol. III.
- 1988 - La Romansa de Rika Kuriel
- 1995 - Kantikas Para Syempre.
- 2002 - Zemirot: Himnos de la sinagoga turco-sefardí.
- 2003 - Kantikas Para Syempre, 2da edición.
- 2005 - Las Puertas.
- 2017 - Tangos Sefaradis del Dip del Baul.[5]

## Reconocimientos
En 2011 el Ministerio de Cultura de Francia le concedió la medalla de Caballero de las Artes y las Letras, por su labor de preservación y promoción de una lengua en peligro de extinción. Un año más tarde, en 2012, el Museo de la Mujer de Estambul, la incluyó entre las mujeres notables de Estambul. En 2017, la conservadora del Museo de la Mujer, Meral Akkent, seleccionó a Sarhon como una de las siete mujeres importantes de la historia de Estambul.